# Медведев, Владимир Николаевич (футболист)
Владимир Николаевич Медведев (10 июля 1971) — российский футболист. Играл на всех позициях полевых игроков.

## Карьера
Профессиональную карьеру начинал в сочинской «Жемчужине», откуда отдавался в аренду в белорусский клуб «Старые Дороги», «Торпедо» Армавир, также выступал за фарм-клубы сочинцев. 25 сентября 1993 года в выездном матче 29-го тура против «Ростсельмаша», выйдя на замену на 64-й минуте встречи вместо Олега Подружко, дебютировал в высшей лиге. С 1997 по 1998 годы играл за «Энергию» Чайковский. Далее выступал за новокузнецкий «Металлург». В 2003 году вернулся в «Жемчужину». Завершил карьеру в 2005 году в благовещенском «Амуре».